# American History X
American History X er en amerikansk dramafilm fra 1998, instrueret af Tony Kaye. På rollelisten ses bl.a. Edward Norton, Edward Furlong, Fairuza Balk, Stacy Keach, Elliott Gould, Avery Brooks, Ethan Suplee og Beverly D'Angelo. Filmen blev udgivet i USA den 30. oktober 1998 og blev distribueret af New Line Cinema. Edward Norton blev nomineret til en Oscar i kategorien bedste mandlige hovedrolle for sin rolle som Derek Vinyard.

## Handling
Filmen handler om en gruppe unge nynazister. Vi følger familien Vinyard, hvor drengene Derek (Edward Norton) og Danny (Edward Furlong), som begge er nynazister/skinheads. Det blev de efter at være blevet opdraget af deres fader til at hade farvede mennesker. Faderen er selv racist og gør ikke noget for at skjule det. Storebror Derek er i fængsel og der møder han en Afro-amerikaner (Lamont), som han bliver gode venner med Langsomt ændrer han mening i en mere antiracistisk retning. Da Derek bliver løsladt er hans broder, Danny, viklet ind i det ny-nazistiske miljø ligesom han selv blev engang. Nu prøver Derek at få ham selv og hans broder ud af det ny-nazistiske miljø før det er for sent

## Medvirkende
- Edward Norton i rollen som Derek Vinyard
- Edward Furlong i rollen som Daniel (Danny) Vinyard
- Beverly D'Angelo i rollen som Doris Vinyard
- Avery Brooks i rollen som Dr. Bob Sweeney
- Jennifer Lien i rollen som Davina Vinyard
- Ethan Suplee i rollen som Seth Ryan
- Stacy Keach i rollen som Cameron Alexander
- Fairuza Balk i rollen som Stacey
- Elliott Gould i rollen som Murray
- Guy Torry i rollen som Lamont
- William Russ i rollen som Dennis Vinyard
- Joseph Cortese i rollen som Rasmussen